# 비터스 제럴라이티스

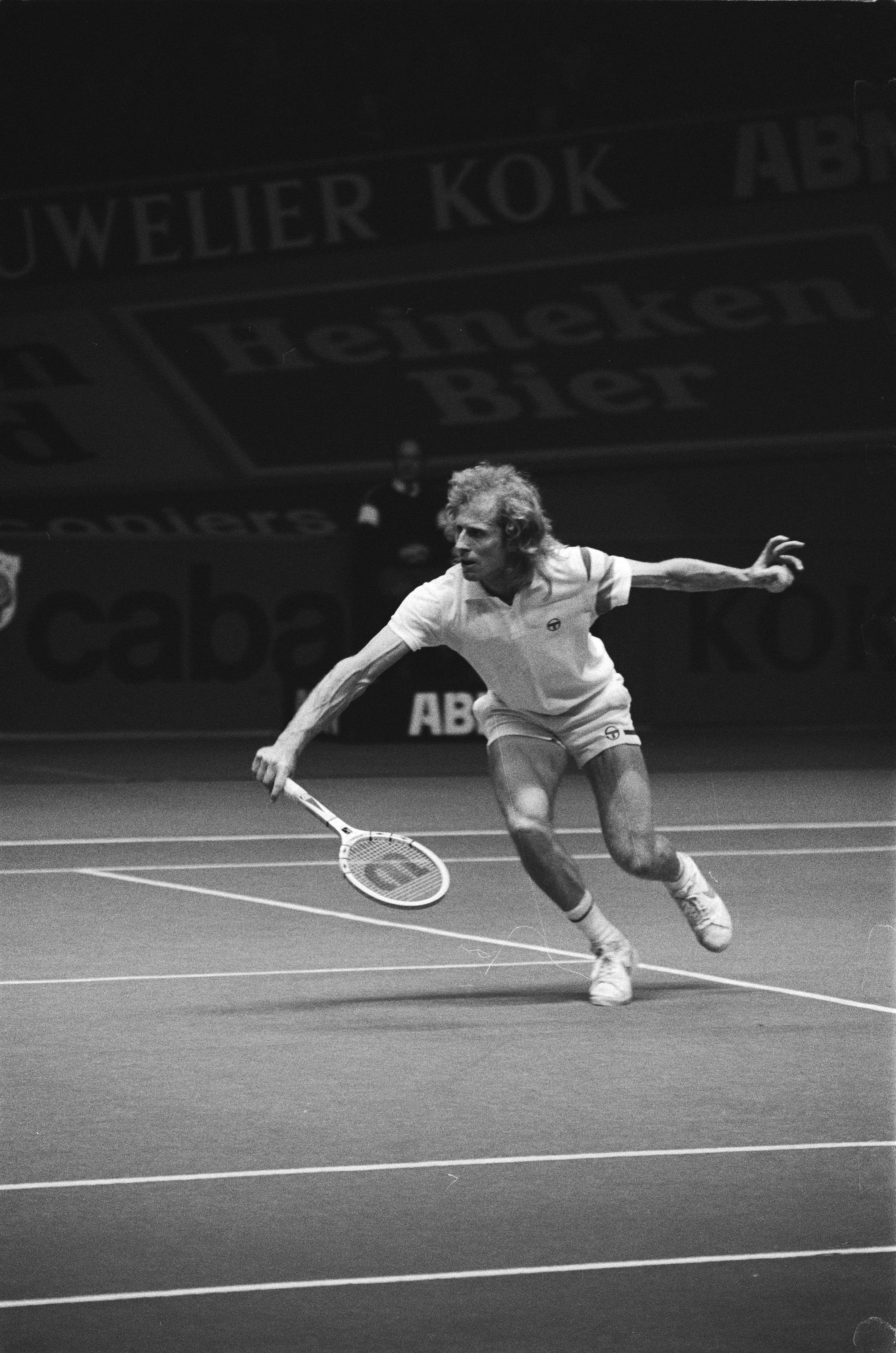
1978년 세계 테니스 토너먼트에서의 제럴라이티스 선수

비타우타스 케빈 "비터스" 제럴라이티스(영어: Vytautas Kevin "Vitas" Gerulaitis, 1954년 7월 26일 ~ 1994년 9월 17일)는 미국의 프로 테니스 선수이다. 1975년 샌디 마이어와 팀업하여 윔블던 선수권 대회 복식을 우승하고, 1977년 오스트레일리아 오픈에서 우승하였다. 브루클린의 리투아니아계 이민자 가정에서 태어났다.